# Parentia substenurus
Parentia substenurus är en tvåvingeart som beskrevs av Grichanov 1999. Parentia substenurus ingår i släktet Parentia och familjen styltflugor. Inga underarter finns listade i Catalogue of Life.